# おいなり食えスト

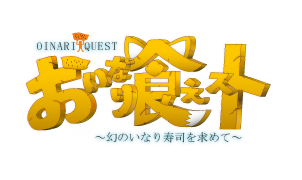
ロゴ

おいなり食えスト（おいなりくえスト）は、2009年8月に東愛知新聞社が豊川市観光協会に話を持ちかけたのがきっかけで始まった企画。
豊川市名物のいなり寿司を題材に作られている。
「豊川いなり王国」の王様が先鋭部隊にいなり寿司の謎を解き明かすことを命じコミカルなキャラクターがストーリーが展開していく完全オリジナル作品。

## 主なキャラクター
キングいなり王国の国王。いなり寿司を食すため、旅人にいなり寿司を探すように命じた張本人。実はとても強く、転生を2回繰り返し、さらにLV96の神レベル。しかし、彼が戦っている姿を誰一人見ていない。それゆえに町人の間ではワイロの噂まで流れている。
お菓子は別腹の貴婦人　モモ一流な物を好み、お召し物はブランドのみ。男は年収1千万円を超えるものでなければ話もしない。しかし、好きな食べ物はなぜかいなり寿司である。
優柔不断な食いしん坊　ジョーびみょーなナイトであり、剣やヤリのびみょーな使い手。走るとすぐに転んでしまう。やる事なす事微妙で、その上優柔不断。全くもって女性に嫌われるタイプである。外食はメニューを見て1時間と39分ぐらい悩んでいる。
いつも空腹な魔法使い　ヒデおいなり様より授かった宝玉に乗って移動できるが、魔法の類はいっさい使えず、大魔法「ギャラクシアンデッドリーウェーブ」(自称)は名前の割にはたいした事ないスプーン曲げで魔法ではなくただの手品である。得意な魔法(自称)は親指を分離させる「フィンガーセパレート」
刺身に目がない　ビック(遊び人)水族館に行った時だけ、「あれは食べれるかなぁ～」「お腹空いたでぷぅ～」と言う語尾を延ばすため、聞いているうちにイラッとくる。かなりの能天気者。その能天気さゆえ、サリーがよくキレる。その状態が続き、いつの間にかサリーのサンドバッグ役で、よく殴られてボコボコになっている。
天下無敵な寿し情報屋　サリー頭の上のおおきな耳は単なる飾りではなく、寿司のあらゆる情報を集める地獄イヤーである。実は持っているムチよりも格闘が得意でパーティーでは一二を争う攻撃力、ビッグをボコボコにしてストレスと発散している。どSな為、趣味は自分より上に位置できる乗り物全般。ちなみにバニーガールではなくフォックスガールである。
冷静沈着な味覚の達人　ミミ僧侶なだけに、肉や魚が食べられないゆえベジタリアン。いなり寿司の味覚は天下一品。この世のいなり寿司を食べ比べる事が出来る唯一のいなりソムリエ。ちなみに実家は仏教である。
驚異の胃袋持ちの大食漢　リリー計り知れない強さで、LVも昇天級の天下無敵のロボ。繰り出すパンチは1.78トンものメガトン級の破壊力を持ち、目から飛び出す「目ガネビーム」は500mLのファンタなどを一瞬で蒸発させることが出来る。口から放出するビームは勢いはあるが、破壊力はない。また、頭上で絶えず動く「ミラクルアンテナ」はいなり王国のあらゆる情報を集めることが出来る。最近では地デジが受信できるようになった（らしい）

## キャラクター作成者
まるきんキャラクター作成
TOMMYキャラクター顔デザイン
JOキャラクターコスチューム・ロゴデザイン

## 軌跡
- 2009年8月24日 - 東愛知新聞にて「おいなり食えスト」連載スタート
- 2009年11月21日 - 豊川いなり寿司フェスタにて東愛知新聞連載終了
- 2009年11月21日 - 豊川いなり寿司フェスタにて「おいなり食えストクイズ」にて正解者に卓上カレンダー配布
- 2009年11月21日 - 「おいなり食えスト」ポイントラリーパンフレット配布開始